# FC Twente in het seizoen 1972/73
Het seizoen 1972/1973 was het achtste jaar in het bestaan van de Nederlandse voetbalclub FC Twente. De Tukkers kwamen uit in de Nederlandse Eredivisie, namen deel aan het toernooi om de KNVB beker en speelden in de UEFA Cup.

## Selectie
Na het vertrek van hoofdtrainer Kees Rijvers naar PSV, was zijn assistent Spitz Kohn naar voren geschoven als opvolger. Bij de spelersgroep was Joop Wildbret na slechts één seizoen vertrokken. Hij ging naar FC Den Bosch. Jan Streuer werd verhuurd aan FC Groningen. Tijdens het seizoen 1971/72 hadden reeds de Hongaren István Kenderesi en Antal Nagy FC Twente verlaten. Reservespeler Gerti Calot verruilde FC Twente voor HVC.
De enige nieuwkomer in de selectie was de Joegoslavische doelverdediger Zoran Mišić, afkomstig van Grazer AK. Hij kwam eerder tussen 1966 en 1968 voor FC Twente uit en werd aangetrokken als reserve achter Piet Schrijvers.
FC Twente speelde meestal met Schrijvers op doel, met Kees van Ierssel, aanvoerder Epi Drost, Willem de Vries en Kalle Oranen in de verdediging, met Willy van de Kerkhof, Kick van der Vall en René Notten op het middenveld en met René van de Kerkhof, Jan Jeuring en Theo Pahlplatz in de voorhoede. Geregelde invallers waren Eddy Achterberg en Benno Huve. In mindere mate werd er een beroep gedaan op Zoran Mišić, Roel Brinks, Ferry Pirard en Harry Bruggink.

## Seizoensverloop
Net als in het seizoen 1971/72 streed FC Twente met Sparta om de derde plaats. Twente stond lang op de vierde plaats, maar door een verlies van Sparta tegen Ajax in de 32e speelronde en winst van Twente op Sparta in de voorlaatste speelronde, haalden de Tukkers uiteindelijk de derde plaats en daarmee opnieuw plaatsing voor de UEFA Cup. Ajax sloot het seizoen af met 60 punten, Feyenoord met 58, FC Twente met 50 en Sparta met 47.
Seizoenstopscorer werd Jan Jeuring. Hij scoorde dertien doelpunten in de competitie, twee in het bekertoernooi en twaalf in tien Europese duels. René van de Kerkhof trof in de competitie twaalf keer het doel, Theo Pahlplatz acht keer en Eddy Achterberg zeven.
In de strijd om de KNVB beker reikte FC Twente tot de laatste acht. De club werd uitgeschakeld door AZ'67. In de UEFA Cup werd dit seizoen een opmerkelijk resultaat geboekt. FC Twente versloeg achtereenvolgens FC Dinamo Tbilisi, BK Frem, UD Las Palmas en OFK Beograd en werd pas in de halve finale uitgeschakeld na twee nederlagen tegen Borussia Mönchengladbach. Vooral de eerste wedstrijd tegen Borussia leverde Twente veel kritiek op. De ploeg zou te hard hebben gespeeld en raakte tijdens de wedstrijd René van de Kerkhof kwijt na een rode kaart. Later werd doelman Piet Schrijvers eveneens geschorst naar aanleiding van een vergrijp tijdens dit duel.
| 3 |

| 11 |

| 5 |

| 3 |

| 3 |

| 3 |

| 6 |

| 4 |

| 4 |

| 4 |

| 4 |

| 3 |

| 3 |

| 3 |

| 3 |

| 4 |

| 4 |

| 4 |

| 4 |

| 5 |

| 4 |

| 4 |

| 4 |

| 4 |

| 4 |

| 4 |

| 4 |

| 4 |

| 4 |

| 4 |

| 4 |

| 3 |

| 3 |

| 3 |

| winst | gelijk | verlies |

| 3 |

| 11 |

| 5 |

| 3 |

| 3 |

| 3 |

| 6 |

| 4 |

| 4 |

| 4 |

| 4 |

| 3 |

| 3 |

| 3 |

| 3 |

| 4 |

| 4 |

| 4 |

| 4 |

| 5 |

| 4 |

| 4 |

| 4 |

| 4 |

| 4 |

| 4 |

| 4 |

| 4 |

| 4 |

| 4 |

| 4 |

| 3 |

| 3 |

| 3 |

| winst | gelijk | verlies |

## Wedstrijdstatistieken

### Eredivisie 1972/73
|                                                           |                                                                                     |               |                                                                         | |
| 13 augustus 1972                                          | FC Twente                                                                           | 2 - 0 (2 - 0) | AZ'67                                                                   | Opstelling FC Twente: |
| Stadion Het Diekman 13.000 toeschouwers Jan Beck          | Jan Jeuring 37' Theo Pahlplatz 41'                                                  |               |                                                                         | Mišić, Van Ierssel, Drost, De Vries, Oranen, Van der Vall, Achterberg, Notten, R. van de Kerkhof (70' W. van de Kerkhof), Jeuring, Pahlplatz                   |
|                                                           |                                                                                     |               |                                                                         | |
| 20 augustus 1972                                          | Haarlem                                                                             | 4 - 0 (1 - 0) | FC Twente                                                               | Opstelling FC Twente: |
| Haarlemstadion 11.000 toeschouwers Henk Geurens           | Gerrie de Goede 37' Piet van den Berg 47' René van Breevoort 48' Pepe Fernandez 89' |               |                                                                         | Mišić, Van Ierssel, Drost, De Vries, Oranen, Van der Vall, Achterberg (W. van de Kerkhof), Notten, R. van de Kerkhof, Jeuring, Pahlplatz                       |
|                                                           |                                                                                     |               |                                                                         | |
| 27 augustus 1972                                          | FC Twente                                                                           | 2 - 1 (1 - 0) | FC Amsterdam                                                            | Opstelling FC Twente: |
| Stadion Het Diekman 10.500 toeschouwers Henk Weerink      | Jan Jeuring 5' René van de Kerkhof 55'                                              |               | 74' Frank Kramer                                                        | Mišić, Van Ierssel, Drost, De Vries, W. van de Kerkhof, Van der Vall, Achterberg, Notten, R. van de Kerkhof, Jeuring, Pahlplatz                                |
|                                                           |                                                                                     |               |                                                                         | |
| 2 september 1972                                          | Go Ahead Eagles                                                                     | 1 - 2 (0 - 0) | FC Twente                                                               | Opstelling FC Twente: |
| De Adelaarshorst 22.000 toeschouwers Henk Pijper          | Niels Overweg 90'                                                                   |               | 46' Epi Drost 89' René van de Kerkhof                                   | Mišić, Van Ierssel, Drost, De Vries, Oranen, W. van de Kerkhof, Van der Vall, Notten (65' Pirard), R. van de Kerkhof, Jeuring, Pahlplatz                       |
|                                                           |                                                                                     |               |                                                                         | |
| 8 september 1972                                          | FC Twente                                                                           | 1 - 0 (1 - 0) | PSV                                                                     | Opstelling FC Twente: |
| Stadion Het Diekman 14.000 toeschouwers Leo van der Kroft | René van de Kerkhof 18'                                                             |               |                                                                         | Schrijvers, Van Ierssel, Drost, De Vries, Oranen, W. van de Kerkhof, Van der Vall, Achterberg, R. van de Kerkhof (20' Huve), Jeuring, Pahlplatz                |
|                                                           |                                                                                     |               |                                                                         | |
| 17 september 1972                                         | N.E.C.                                                                              | 2 - 0 (1 - 0) | FC Twente                                                               | Opstelling FC Twente: |
| De Goffert 9.000 toeschouwers Charles Corver              | Cas Janssens 38' Piet Kamps 78'                                                     |               |                                                                         | Schrijvers, Van Ierssel, Drost, De Vries, Oranen, W. van de Kerkhof, Van der Vall, Notten, R. van de Kerkhof (71' Huve), Jeuring, Pahlplatz                    |
|                                                           |                                                                                     |               |                                                                         | |
| 23 september 1972                                         | FC Twente                                                                           | 0 - 0         | Feyenoord                                                               | Opstelling FC Twente: |
| Stadion Het Diekman 24.000 toeschouwers Jan Keizer        |                                                                                     |               |                                                                         | Schrijvers, Van Ierssel, Drost, De Vries, Oranen, W. van de Kerkhof, Van der Vall, Notten (85' Huve), R. van de Kerkhof, Jeuring, Pahlplatz                    |
|                                                           |                                                                                     |               |                                                                         | |
| 1 oktober 1972                                            | FC Groningen                                                                        | 0 - 3 (0 - 2) | FC Twente                                                               | Opstelling FC Twente: |
| Stadion Oosterpark 7.500 toeschouwers Jan Beck            |                                                                                     |               | 6' Kick van der Vall (p) 18' René Notten 80' Jan Jeuring                | Schrijvers, Van Ierssel, Drost, De Vries, Oranen, W. van de Kerkhof, Van der Vall, Notten, R. van de Kerkhof, Jeuring, Pahlplatz                               |
|                                                           |                                                                                     |               |                                                                         | |
| 8 oktober 1972                                            | FC Twente                                                                           | 2 - 0 (0 - 0) | NAC                                                                     | Opstelling FC Twente: |
| Stadion Het Diekman 12.500 toeschouwers Joop Vervoort     | Jan Jeuring 75' Theo Pahlplatz 85'                                                  |               |                                                                         | Schrijvers, Van Ierssel, Drost, De Vries, Oranen, W. van de Kerkhof, Van der Vall, Notten, R. van de Kerkhof (67' Brinks), Jeuring, Pahlplatz                  |
|                                                           |                                                                                     |               |                                                                         | |
| 15 oktober 1972                                           | Telstar                                                                             | 0 - 2 (0 - 0) | FC Twente                                                               | Opstelling FC Twente: |
| Sportpark Schoonenberg 6.000 toeschouwers Theo Boosten    |                                                                                     |               | 67' René van de Kerkhof 71' Theo Pahlplatz                              | Schrijvers (25' Mišić), Van Ierssel, Drost, De Vries, Oranen, W. van de Kerkhof, Van der Vall, Notten, R. van de Kerkhof, Jeuring, Pahlplatz                   |
|                                                           |                                                                                     |               |                                                                         | |
| 21 oktober 1972                                           | FC Twente                                                                           | 0 - 1 (0 - 1) | AFC Ajax                                                                | Opstelling FC Twente: |
| Stadion Het Diekman 25.000 toeschouwers Arie van Gemert   |                                                                                     |               | 1' Johan Cruijff                                                        | Schrijvers, Van Ierssel, Drost, De Vries, Oranen, W. van de Kerkhof, Van der Vall, Notten, R. van de Kerkhof, Jeuring, Pahlplatz                               |
|                                                           |                                                                                     |               |                                                                         | |
| 5 november 1972                                           | FC Utrecht                                                                          | 1 - 2 (0 - 1) | FC Twente                                                               | Opstelling FC Twente: |
| Stadion Galgenwaard 14.000 toeschouwers Ben Hoppenbouwer  | Leo van Veen 74'                                                                    |               | 40' René van de Kerkhof 75' Theo Pahlplatz                              | Schrijvers, Van Ierssel, Drost (20' Achterberg), De Vries, Oranen, W. van de Kerkhof, Van der Vall, Notten, R. van de Kerkhof, Jeuring, Pahlplatz              |
|                                                           |                                                                                     |               |                                                                         | |
| 12 november 1972                                          | FC Den Bosch                                                                        | 0 - 2 (0 - 0) | FC Twente                                                               | Opstelling FC Twente: |
| Stadion De Vliert 7.000 toeschouwers Charles Corver       |                                                                                     |               | 54' Willy van de Kerkhof 84' Kees van Ierssel                           | Schrijvers, W. van de Kerkhof, Van Ierssel, De Vries, Oranen, Achterberg, Van der Vall, Notten, R. van de Kerkhof, Jeuring, Pahlplatz                          |
|                                                           |                                                                                     |               |                                                                         | |
| 26 november 1972                                          | FC Twente                                                                           | 2 - 0 (0 - 0) | FC Den Haag                                                             | Opstelling FC Twente: |
| Stadion Het Diekman 10.000 toeschouwers Jan Keizer        | Jan Jeuring 52' Eddy Achterberg 73'                                                 |               |                                                                         | Schrijvers, W. van de Kerkhof, Van Ierssel, De Vries, Oranen, Achterberg, Van der Vall, Notten, R. van de Kerkhof (80' Huve), Jeuring, Pahlplatz               |
|                                                           |                                                                                     |               |                                                                         | |
| 3 december 1972                                           | Excelsior                                                                           | 0 - 0         | FC Twente                                                               | Opstelling FC Twente: |
| Stadion Woudestein 3.000 toeschouwers Bart Ram            |                                                                                     |               |                                                                         | Schrijvers, Van Ierssel, Drost, De Vries, Oranen, W. van de Kerkhof, Van der Vall, Achterberg, R. van de Kerkhof, Jeuring, Pahlplatz                           |
|                                                           |                                                                                     |               |                                                                         | |
| 17 december 1972                                          | FC Twente                                                                           | 0 - 1 (0 - 0) | Sparta                                                                  | Opstelling FC Twente: |
| Stadion Het Diekman 15.000 toeschouwers Leo van der Kroft |                                                                                     |               | 71' Nol Heijerman                                                       | Schrijvers, Van Ierssel, Drost, De Vries, Achterberg, W. van de Kerkhof, Van der Vall, Notten, R. van de Kerkhof, Jeuring, Pahlplatz (75' Brinks)              |
|                                                           |                                                                                     |               |                                                                         | |
| 7 januari 1973                                            | MVV                                                                                 | 1 - 0 (0 - 0) | FC Twente                                                               | Opstelling FC Twente: |
| Geusselt 12.000 toeschouwers Henk Pijper                  | Jo Bonfrère (p) 86'                                                                 |               |                                                                         | Schrijvers, Van Ierssel, Drost, De Vries, Achterberg, W. van de Kerkhof (46' Huve), Van der Vall, Notten, R. van de Kerkhof, Jeuring, Pahlplatz                |
|                                                           |                                                                                     |               |                                                                         | |
| 14 januari 1973                                           | AZ'67                                                                               | 2 - 2 (1 - 1) | FC Twente                                                               | Opstelling FC Twente: |
| Alkmaarderhout 10.000 toeschouwers Arie van Gemert        | Eddy Schaafstra 21' Dick Twisk 87'                                                  |               | 31' Jan Jeuring 46' Jan Jeuring                                         | Schrijvers, Van Ierssel, Drost, De Vries, Achterberg, W. van de Kerkhof, Van der Vall, Notten, R. van de Kerkhof, Jeuring, Pahlplatz                           |
|                                                           |                                                                                     |               |                                                                         | |
| 21 januari 1973                                           | FC Twente                                                                           | 1 - 1 (0 - 1) | Haarlem                                                                 | Opstelling FC Twente: |
| Stadion Het Diekman 7.500 toeschouwers Theo Boosten       | Epi Drost 73'                                                                       |               | 31' Dries Boszhard                                                      | Schrijvers, Van Ierssel, Drost, De Vries (68' Brinks), Achterberg, W. van de Kerkhof, Van der Vall, Notten, R. van de Kerkhof, Jeuring (46' Oranen), Pahlplatz |
|                                                           |                                                                                     |               |                                                                         | |
| 4 februari 1973                                           | FC Amsterdam                                                                        | 1 - 1 (0 - 1) | FC Twente                                                               | Opstelling FC Twente: |
| Olympisch Stadion 3.000 toeschouwers Joop Vervoort        | Theo Husers 71'                                                                     |               | 20' René van de Kerkhof                                                 | Schrijvers, Van Ierssel, Drost, De Vries, Oranen, W. van de Kerkhof, Van der Vall, Notten (46' Achterberg), R. van de Kerkhof, Jeuring, Pahlplatz              |
|                                                           |                                                                                     |               |                                                                         | |
| 11 februari 1973                                          | FC Twente                                                                           | 3 - 0 (2 - 0) | Go Ahead Eagles                                                         | Opstelling FC Twente: |
| Stadion Het Diekman 11.000 toeschouwers Jan Keizer        | Jan Jeuring 3' Willy van de Kerkhof 16' Eddy Achterberg 67'                         |               |                                                                         | Schrijvers, Van Ierssel, Drost, De Vries, Oranen, W. van de Kerkhof, Van der Vall (10' Achterberg), Notten, R. van de Kerkhof, Jeuring (46' Oranen), Pahlplatz |
|                                                           |                                                                                     |               |                                                                         | |
| 18 februari 1973                                          | FC Twente                                                                           | 4 - 2 (3 - 0) | FC Groningen                                                            | Opstelling FC Twente: |
| Stadion Het Diekman 6.000 toeschouwers Charles Corver     | Eddy Achterberg 20' Eddy Achterberg 28' Jan Jeuring 29' Roel Brinks 62'             |               | 58' Martin Koeman (p) 73' Ab Gritter                                    | Schrijvers, Bruggink, Van Ierssel, De Vries, Oranen (79' Pirard), W. van de Kerkhof, Notten, Achterberg, Brinks, Jeuring, R. van de Kerkhof (28' Huve)         |
|                                                           |                                                                                     |               |                                                                         | |
| 2 maart 1973                                              | FC Twente                                                                           | 2 - 0 (1 - 0) | N.E.C.                                                                  | Opstelling FC Twente: |
| Stadion Het Diekman 8.000 toeschouwers Henk Pijper        | René van de Kerkhof 32' Jan Jeuring 75'                                             |               |                                                                         | Schrijvers, Van Ierssel, Drost, De Vries, Oranen, W. van de Kerkhof (79' Huve), Van der Vall, Notten, R. van de Kerkhof, Jeuring, Pahlplatz (58' Brinks)       |
|                                                           |                                                                                     |               |                                                                         | |
| 11 maart 1973                                             | Feyenoord                                                                           | 1 - 3 (0 - 1) | FC Twente                                                               | Opstelling FC Twente: |
| Stadion Feijenoord 46.000 toeschouwers Leo van der Kroft  | Franz Hasil 85'                                                                     |               | 35' René van de Kerkhof 50' René van de Kerkhof 59' Jan Jeuring         | Schrijvers, W. van de Kerkhof, Drost, De Vries, Oranen, Achterberg, Van der Vall, Notten, R. van de Kerkhof (87' Brinks), Jeuring, Pahlplatz                   |
|                                                           |                                                                                     |               |                                                                         | |
| 25 maart 1973                                             | NAC                                                                                 | 0 - 1 (0 - 0) | FC Twente                                                               | Opstelling FC Twente: |
| NAC-Stadion 5.000 toeschouwers Gerrit Berrevoets          |                                                                                     |               | 47' Jan Jeuring                                                         | Schrijvers, W. van de Kerkhof, Drost, De Vries, Oranen, Achterberg, Van der Vall, Notten, R. van de Kerkhof, Jeuring, Pahlplatz                                |
|                                                           |                                                                                     |               |                                                                         | |
| 1 april 1973                                              | FC Twente                                                                           | 2 - 0 (1 - 0) | Telstar                                                                 | Opstelling FC Twente: |
| Stadion Het Diekman 8.500 toeschouwers Ben Hoppenbouwer   | Theo Pahlplatz 17' Theo Pahlplatz 86'                                               |               |                                                                         | Schrijvers, Van Ierssel, Drost, De Vries, Oranen, W. van de Kerkhof (15' Huve), Van der Vall, Notten (56' Pirard), R. van de Kerkhof, Jeuring, Pahlplatz       |
|                                                           |                                                                                     |               |                                                                         | |
| 7 april 1973                                              | AFC Ajax                                                                            | 1 - 0 (1 - 0) | FC Twente                                                               | Opstelling FC Twente: |
| Stadion De Meer 28.000 toeschouwers Leo van der Kroft     | Arie Haan 34'                                                                       |               |                                                                         | Schrijvers, Van Ierssel, Drost, De Vries, Oranen, W. van de Kerkhof, Van der Vall, Notten, R. van de Kerkhof, Jeuring, Pahlplatz                               |
|                                                           |                                                                                     |               |                                                                         | |
| 15 april 1973                                             | FC Twente                                                                           | 3 - 1 (3 - 0) | FC Utrecht                                                              | Opstelling FC Twente: |
| Stadion Het Diekman 8.500 toeschouwers Jan Beck           | René van de Kerkhof 3' Theo Pahlplatz 6' Kick van der Vall (p) 8'                   |               | 76' Leo van Veen                                                        | Schrijvers, Van Ierssel, Drost, De Vries, Oranen, W. van de Kerkhof (46' Achterberg), Van der Vall, Notten, R. van de Kerkhof, Jeuring (55' Brinks), Pahlplatz |
|                                                           |                                                                                     |               |                                                                         | |
| 18 april 1973                                             | PSV                                                                                 | 0 - 1 (0 - 1) | FC Twente                                                               | Opstelling FC Twente: |
| Philips Stadion 16.000 toeschouwers Charles Corver        |                                                                                     |               | 6' René Notten                                                          | Schrijvers, Van Ierssel, Drost, De Vries, Oranen, W. van de Kerkhof, Van der Vall, Notten, R. van de Kerkhof, Jeuring (Achterberg), Pahlplatz                  |
|                                                           |                                                                                     |               |                                                                         | |
| 22 april 1973                                             | FC Twente                                                                           | 2 - 0 (1 - 0) | FC Den Bosch                                                            | Opstelling FC Twente: |
| Stadion Het Diekman 9.500 toeschouwers Gerard Jonker      | René van de Kerkhof 26' Kick van der Vall 90'                                       |               |                                                                         | Schrijvers, Van Ierssel, Drost, De Vries, Oranen, W. van de Kerkhof (32' Achterberg), Van der Vall, Notten, R. van de Kerkhof (46' Huve), Jeuring, Pahlplatz   |
|                                                           |                                                                                     |               |                                                                         | |
| 29 april 1973                                             | FC Den Haag                                                                         | 0 - 4 (0 - 1) | FC Twente                                                               | Opstelling FC Twente: |
| Zuiderpark Stadion 9.000 toeschouwers Theo Boosten        |                                                                                     |               | 19' Jan Jeuring 69' Eddy Achterberg 76' Eddy Achterberg 82' René Notten | Schrijvers, Van Ierssel, Drost, De Vries, Oranen, W. van de Kerkhof, Van der Vall, Notten, R. van de Kerkhof, Jeuring (65' Achterberg), Pahlplatz              |
|                                                           |                                                                                     |               |                                                                         | |
| 6 mei 1973                                                | FC Twente                                                                           | 2 - 0 (1 - 0) | Excelsior                                                               | Opstelling FC Twente: |
| Stadion Het Diekman 8.500 toeschouwers Ben Hoppenbouwer   | Kick van der Vall (p) 9' Theo Pahlplatz 83'                                         |               |                                                                         | Schrijvers, Van Ierssel, Drost, De Vries, Oranen, W. van de Kerkhof, Van der Vall, Notten, R. van de Kerkhof (25' Achterberg), Jeuring, Pahlplatz              |
|                                                           |                                                                                     |               |                                                                         | |
| 13 mei 1973                                               | Sparta                                                                              | 1 - 2 (0 - 1) | FC Twente                                                               | Opstelling FC Twente: |
| Het Kasteel 15.000 toeschouwers Arie van Gemert           | Jan Klijnjan 84'                                                                    |               | 13' Eddy Achterberg 78' René van de Kerkhof                             | Schrijvers, Van Ierssel, Drost, De Vries, Oranen, W. van de Kerkhof, Van der Vall, Notten, Achterberg, Jeuring, R. van de Kerkhof                              |
|                                                           |                                                                                     |               |                                                                         | |
| 20 mei 1973                                               | FC Twente                                                                           | 0 - 0         | MVV                                                                     | Opstelling FC Twente: |
| Stadion Het Diekman 7.000 toeschouwers Jan Keizer         |                                                                                     |               |                                                                         | Schrijvers, Van Ierssel, Drost, De Vries, Bruggink, W. van de Kerkhof, Van der Vall, Notten, Achterberg, Jeuring, R. van de Kerkhof                            |
|                                                           |                                                                                     |               |                                                                         | |

### KNVB beker 1972/73
| |                                                                            |               |                                             | |
| 10 december 1972 | Telstar                                                                    | 0 - 2 (0 - 2) | FC Twente                                   | Opstelling FC Twente: |
| Sportpark Schoonenberg 3.000 toeschouwers Gerrit Berrevoets                                                                                           |                                                                            |               | 25' Theo Pahlplatz 37' Willy van de Kerkhof | Schrijvers, Van Ierssel, Drost, De Vries, Oranen (Huve), W. van de Kerkhof (Brinks), Van der Vall, Achterberg, R. van de Kerkhof, Jeuring, Pahlplatz |
| - Door deze overwinning in de tweede ronde bekerde FC Twente door naar de achtste finales. Voor de eerste ronde waren de Eredivisieclubs vrijgesteld. |                                                                            |               |                                             | |
| |                                                                            |               |                                             | |
| 28 januari 1973 | FC Twente                                                                  | 4 - 0 (1 - 0) | SC Heracles                                 | Opstelling FC Twente: |
| Stadion Het Diekman 7.000 toeschouwers Frans Derks | Theo Pahlplatz 13' Jan Jeuring 63' René van de Kerkhof 79' Jan Jeuring 86' |               |                                             | Schrijvers, Van Ierssel, Drost, De Vries, Oranen, W. van de Kerkhof, Van der Vall (Achterberg), Notten, R. van de Kerkhof, Jeuring, Pahlplatz        |
| - FC Twente plaatste zich voor de kwartfinale. |                                                                            |               |                                             | |
| |                                                                            |               |                                             | |
| 14 maart 1973 | AZ'67                                                                      | 1 - 0 (1 - 0) | FC Twente                                   | Opstelling FC Twente: |
| Alkmaarderhout 10.000 toeschouwers Frans Derks | Kees Kist 36'                                                              |               |                                             | Schrijvers, W. van de Kerkhof, Drost, De Vries, Oranen, Van der Vall, Notten, Achterberg (Brinks), R. van de Kerkhof, Jeuring, Pahlplatz             |
| - Door het verlies was FC Twente uitgeschakeld. AZ'67 plaatste zich voor de halve finale.                                                             |                                                                            |               |                                             | |
| |                                                                            |               |                                             | |

### UEFA Cup 1972/73
| |                                                                              |               |                                                                                   | |
| 13 september 1972 | FC Dinamo Tbilisi                                                            | 3 - 2 (1 - 1) | FC Twente                                                                         | Opstelling FC Twente: |
| Centraal Stadion Tbilisi 18.000 toeschouwers Papavasiliou | Givi Nodia 21' Givi Nodia 53' Davit Kipiani 75'                              |               | 6' Jan Jeuring 78' Jan Jeuring                                                    | Schrijvers, Van Ierssel, Drost, De Vries, Oranen, W. van de Kerkhof (46' Notten), Van der Vall, Achterberg, R. van de Kerkhof, Jeuring, Pahlplatz (Huve)     |
| |                                                                              |               |                                                                                   | |
| 27 september 1972 | FC Twente                                                                    | 2 - 0 (2 - 0) | FC Dinamo Tbilisi                                                                 | Opstelling FC Twente: |
| Stadion Het Diekman 15.500 toeschouwers Jacques Colling | René Notten 9' Jan Jeuring 24'                                               |               |                                                                                   | Schrijvers, Van Ierssel, Drost, De Vries, Oranen, W. van de Kerkhof, Van der Vall, Notten (Huve), R. van de Kerkhof, Jeuring (Achterberg), Pahlplatz         |
| - FC Twente plaatste zich voor de tweede ronde. |                                                                              |               |                                                                                   | |
| |                                                                              |               |                                                                                   | |
| 25 oktober 1972 | BK Frem                                                                      | 0 - 5 (0 - 2) | FC Twente                                                                         | Opstelling FC Twente: |
| Valby Idrætspark 3.900 toeschouwers Henry Øberg |                                                                              |               | 1' Jan Jeuring 7' Jan Jeuring 55' Jan Jeuring 60' Jan Jeuring 81' Eddy Achterberg | Schrijvers, Van Ierssel, Drost, De Vries, Oranen, W. van de Kerkhof, Van der Vall, Notten, R. van de Kerkhof (Achterberg), Jeuring, Pahlplatz                |
| |                                                                              |               |                                                                                   | |
| 8 november 1972 | FC Twente                                                                    | 4 - 0 (3 - 0) | BK Frem                                                                           | Opstelling FC Twente: |
| Stadion Het Diekman 15.500 toeschouwers Ove Dahlberg | Kick van der Vall 1' Jan Jeuring 25' Jan Jeuring 42' René van de Kerkhof 64' |               |                                                                                   | Schrijvers, Achterberg, Van Ierssel, De Vries, Oranen, W. van de Kerkhof, Van der Vall, Notten, R. van de Kerkhof, Jeuring, Pahlplatz                        |
| - Wegens dichte mist werd de wedstrijd in de 70e minuut gestaakt. Scheidsrechter Dahlberg besloot na ongeveer 25 minuten dat verder spelen mogelijk was. BK Frem weigerde echter nog op het veld te verschijnen. FC Twente werd hierop tot winnaar uitgeroepen en plaatste zich voor de derde ronde. |                                                                              |               |                                                                                   | |
| |                                                                              |               |                                                                                   | |
| 29 november 1972 | FC Twente                                                                    | 3 - 0 (2 - 0) | UD Las Palmas                                                                     | Opstelling FC Twente: |
| Stadion Het Diekman 20.000 toeschouwers Marian Srodecki | Paco Castellano (ed) 17' Willy van de Kerkhof 29' Theo Pahlplatz 80'         |               |                                                                                   | Schrijvers, Van Ierssel, Drost, De Vries, Oranen, W. van de Kerkhof, Van der Vall, Notten, R. van de Kerkhof, Jeuring (Achterberg), Pahlplatz                |
| |                                                                              |               |                                                                                   | |
| 13 december 1972 | UD Las Palmas                                                                | 2 - 1 (1 - 0) | FC Twente                                                                         | Opstelling FC Twente: |
| Estadio Insular 20.000 toeschouwers Jack Taylor | Noly 43' Germán (p) 68'                                                      |               | 89' Benno Huve                                                                    | Schrijvers, W. van de Kerkhof, Drost, De Vries, Van Ierssel, Achterberg, Van der Vall, Notten, R. van de Kerkhof, Jeuring, Pahlplatz (Huve)                  |
| - De achtste Europese ontmoeting voor FC Twente was de eerste die de club met een thuiswedstrijd mocht beginnen. FC Twente wankelde bij een 2-0-tussenstand in de tweede wedstrijd, maar plaatste zich uiteindelijk voor de kwartfinale. |                                                                              |               |                                                                                   | |
| |                                                                              |               |                                                                                   | |
| 7 maart 1973 | OFK Beograd                                                                  | 3 - 2 (2 - 1) | FC Twente                                                                         | Opstelling FC Twente: |
| Omladinski Stadion 18.000 toeschouwers Alistair MacKenzie | Nino Zec 30' Nino Zec 44' Nino Zec 69'                                       |               | 17' Kick van der Vall 58' Jan Jeuring                                             | Schrijvers, Van Ierssel (10' Huve (57' Achterberg)), Drost, De Vries, Oranen, W. van de Kerkhof, Van der Vall, Notten, R. van de Kerkhof, Jeuring, Pahlplatz |
| |                                                                              |               |                                                                                   | |
| 21 maart 1973 | FC Twente                                                                    | 2 - 0 (2 - 0) | OFK Beograd                                                                       | Opstelling FC Twente: |
| Stadion Het Diekman 17.000 toeschouwers Fernando Leite | Jan Jeuring 21' Jan Jeuring 45'                                              |               |                                                                                   | Schrijvers, W. van de Kerkhof, Drost, De Vries, Oranen, Achterberg, Van der Vall, Notten, R. van de Kerkhof, Jeuring, Pahlplatz                              |
| - Eddy Achterberg kreeg in deze wedstrijd een gele kaart wegens aanmerkingen op de scheidsrechter. FC Twente plaatste zich voor de halve finale. |                                                                              |               |                                                                                   | |
| |                                                                              |               |                                                                                   | |
| 11 april 1973 | Borussia Mönchengladbach                                                     | 3 - 0 (1 - 0) | FC Twente                                                                         | Opstelling FC Twente: |
| Bökelbergstadion 34.500 toeschouwers Petar Nikolov | Jupp Heynckes 33' Henning Jensen 51' Jupp Heynckes (p) 57'                   |               |                                                                                   | Schrijvers, Van Ierssel, Drost, De Vries, Oranen, W. van de Kerkhof (Achterberg), Van der Vall, Notten, R. van de Kerkhof, Jeuring, Pahlplatz                |
| - René van de Kerkhof kreeg kort voor het einde een rode kaart, na een charge op Borussia-speler Günter Netzer. Hij kreeg drie wedstrijden schorsing opgelegd. Doelverdediger Piet Schrijvers werd in juni 1973 op basis van een rapport van de UEFA-waarnemer eveneens voor drie wedstrijden geschorst. Hij had de bal bij Jupp Heynckes in het gezicht gedrukt, die zich daarop liet vallen en een strafschop kreeg. Invaller Eddy Achterberg kreeg een gele kaart en is omdat het zijn tweede in het toernooi is, geschorst voor de terugwedstrijd. |                                                                              |               |                                                                                   | |
| |                                                                              |               |                                                                                   | |
| 25 april 1973 | FC Twente                                                                    | 1 - 2 (0 - 2) | Borussia Mönchengladbach                                                          | Opstelling FC Twente: |
| Stadion Het Diekman 23.000 toeschouwers John Carpenter | René Notten 81'                                                              |               | 12' Epi Drost (ed) 26' Bernd Rupp                                                 | Schrijvers, Van Ierssel, Drost, De Vries, Oranen, Huve (55' Bruggink), Van der Vall, Notten, W. van de Kerkhof (42' Brinks), Jeuring, Pahlplatz              |
| - Willy van de Kerkhof (42') kreeg een gele kaart. Schrijvers stopte in de 50e minuut een strafschop van Borussia-speler Jupp Heynckes. Door de dubbele nederlaag tegen Borussia Mönchengladbach plaatste FC Twente zich niet voor de finale van de UEFA Cup. |                                                                              |               |                                                                                   | |
| |                                                                              |               |                                                                                   | |

### Kunstlichtcompetitie
FC Twente nam in seizoen 1972/73 tevens deel aan de kunstlichtcompetitie. Deze competitie werd door de KNVB in het leven geroepen om clubs te stimuleren om lichtinstallaties aan te schaffen. De wedstrijden vonden plaats op doordeweekse avonden. Zes clubs met lichtinstallatie; FC Den Haag, N.E.C., PSV, Sparta, FC Twente en FC Utrecht, namen hier aan deel.
De puntentelling week af van de puntentelling in de Eredivisie. Een overwinning of gelijkspel in een uitwedstrijd leverde een extra punt op, winst met drie doelpunten of meer was ook goed voor een bonuspunt en een rode kaart of twee gele kaarten leverden een punt aftrek op. Het idee was geen succes. Wegens gebrek aan publieke belangstelling besloten de deelnemende clubs na drie van de tien speelronden de competitie af te breken. FC Twente stond op dat moment eerste in de rangschikking.
|                                                         |                     |               |                                                  | |
| 19 september 1972                                       | FC Den Haag         | 0 - 2 (0 - 1) | FC Twente                                        | Opstelling FC Twente: |
| Zuiderpark Stadion 3.000 toeschouwers Gerrit Berrevoets |                     |               | 45' René van de Kerkhof 82' Willy van de Kerkhof | Schrijvers, Van Ierssel, Drost, Bruggink, Oranen, W. van de Kerkhof, Huve, Notten, R. van de Kerkhof, Brinks (Pirard), Pahlplatz |
|                                                         |                     |               |                                                  | |
| 17 oktober 1972                                         | FC Twente           | 1 - 0 (0 - 0) | N.E.C.                                           | Opstelling FC Twente: |
| Stadion Het Diekman 2.000 toeschouwers ...              | Eddy Achterberg 53' |               |                                                  | Mišić, Van Ierssel, Drost, Bruggink, Oranen, Huve (Brinks), Notten, Achterberg, W. van de Kerkhof, Jeuring, Pahlplatz (Pirard)   |
|                                                         |                     |               |                                                  | |
| 14 februari 1973                                        | FC Twente           | 1 - 0 (0 - 0) | Sparta                                           | Opstelling FC Twente: |
| Stadion Het Diekman 1.000 toeschouwers Henk Weerink     | Harry Bruggink 74'  |               |                                                  | |
|                                                         |                     |               |                                                  | |

Ajax ·
FC Amsterdam ·
AZ '67 ·
FC Den Bosch '67 ·
Excelsior ·
Feyenoord ·
Go Ahead Eagles ·
FC Groningen ·
FC Den Haag-ADO ·
Haarlem ·
MVV ·
NAC ·
N.E.C. ·
PSV ·
Sparta ·
Telstar ·
FC Twente '65 ·
FC Utrecht